# Juozas Imbrasas

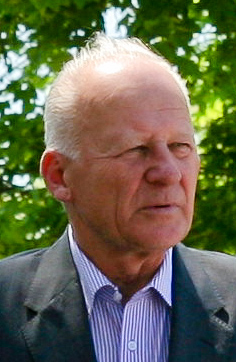
Juozas Imbrasas im Vepriai

Juozas Imbrasas (* 8. Januar 1941 in Algirdai, Rajongemeinde Ukmergė) ist ein litauischer Politiker. Er war von Juni 1999 bis April 2000 und erneut vom 16. April 2007 bis zum 11. Februar 2009 Bürgermeister der litauischen Hauptstadt Vilnius.

## Biographie

### Studium, berufliche Laufbahn
Juozas Imbrasas beendete 1967 sein Studium des Bauingenieurwesens an der Vilniusser Filiale des Polytechnischen Instituts Kaunas (heute Technische Universität Kaunas), wo er anschließend drei Jahre lang als wissenschaftlicher Mitarbeiter tätig war. Nach der Tätigkeit in diversen Bauunternehmen wechselte er 1972 in die staatliche Verwaltung und war dort als leitender Ingenieur in der Logistikabteilung zunächst der staatlichen Baubehörde (bis 1986), dann der Forst- und Papierindustrieabteilung (bis 1994) tätig. 1995–1997 leitete er die städtische Wohnungsverwaltungsgesellschaft „UAB Naujamieščio būstas“ in Vilnius.
Juozas Imbrasas ist verheiratet und hat zwei Kinder.

### Politik
Juozas Imbrasas war ab 1995 Mitglied bei der konservativen Partei Vaterlandsbund (Tėvynės Sąjunga), für die er seit 1997 als stellvertretender Bürgermeister von Vilnius amtierte. Im Juni 1999 wurde er in der Nachfolge des zum Ministerpräsidenten Litauens ernannten Parteikollegen Rolandas Paksas kurzzeitig Bürgermeister von Vilnius. Im Dezember 1999 wechselte er als Parteigänger von Rolandas Paksas mit diesem von den Konservativen zur Liberalen Union. Nach den für die Liberale Union erfolgreichen Kommunalwahlen im März 2000 überließ Imbrasas dem vom Amt des Ministerpräsidenten wieder zurückgetretenen Paksas das Bürgermeisteramt und blieb bis zum 13. Februar 2002 stellvertretender Bürgermeister. Nachdem er sein Nichteinverständnis mit der Veräußerung des städtischen Fernwärmenetzes an das französische Unternehmen Dalkia öffentlich kundgetan hatte, wurde er vom damaligen amtierenden Bürgermeister und Parteifreund Artūras Zuokas entlassen. Unmittelbar darauf trat Imbrasas aus der Liberalen Union aus und in die im März 2002 von Paksas neu gegründete Partei der Liberaldemokraten (Liberalų demokratų partija, LDP) ein. Nach den Kommunalwahlen im Februar 2003 wählte am 9. April 2003 eine knappe Mehrheit von Sozialdemokraten, Liberaldemokraten, Sozialliberalen, Polnischer Wahlaktion und Russenpartei den Sozialdemokraten Gediminas Paviržis zum neuen Bürgermeister von Vilnius und Imbrasas erneut zum stellvertretenden Bürgermeister. Allerdings wurde diese Wahl von einem Gericht für ungültig erklärt, so dass Paviržis und Imbrasas am 5. Juni 2003 ihren Rücktritt einreichten. Die Neuwahl entschied am 25. Juni 2003 der bisherige Amtsinhaber Artūras Zuokas für sich und Imbrasas fungierte von Juni 2003 bis Februar 2007 lediglich als Fraktionsvorsitzender der in Tvarka ir teisingumas umbenannten Liberaldemokratischen Partei im Stadtrat und als Mitglied des Stadtratsausschusses für die städtischen Betriebe.
Nach den Kommunalwahlen 2007 übernahm die Tvarka ir teisingumas in einer Koalition mit den Sozialdemokraten und der Polnischen Wahlaktion die Macht in der Hauptstadt. Weil dem Vorsitzenden der Tvarka ir teisingumas, Rolandas Paksas, seit seiner Amtsenthebung als Staatspräsident die Ausübung politischer Ämter untersagt ist, wurde Imbrasas am 16. April 2007 zum neuen Bürgermeister gewählt. Am 8. Februar 2009 jedoch gab die Opposition (Konservative und Liberale) bekannt, dass sie mit Unterstützung der Sozialdemokraten und den Bürgermeister wegen Missmanagements abwählen und an seiner Stelle Vilius Navickas zum Bürgermeister wählen wolle. Diese Wahl erfolgte am 10. Februar 2009 mit 29 von 51 Stimmen auf einer von den bis dahin regierenden Parteien der Ordnung und Recht und der Polnischen Wahlaktion boykottierten Sitzung. Nach anfänglichem Widerstand übergab Imbrasas am 12. Februar die Amtsgeschäfte an Navickas, focht die Wahl aber umgehend vor Gericht an. Der Antrag auf eine einstweilige Verfügung wurde verworfen und die Wahl von Navickas am 25. Mai 2009 in erster Instanz vom Bezirksverwaltungsgericht für rechtmäßig erklärt.
Bei den Wahlen zum Europäischen Parlament im Juni 2009 erhielt Juozas Imbrasas als einer von zwei Mandataren der Partei „Tvarka ir teisingumas“ einen Sitz im Europaparlament.
2016 leitete er als Alterspräsident die 1. Sitzung im Seimas.
Er gehörte der Partei Ordnung und Recht (Tvarka ir teisingumas) an.
Seit 2020 ist er stellv. Vorsitzender der konservativen Partei Kartų solidarumo sąjunga – Santalka Lietuvai.

## EU-Abgeordneter
In der Periode 2009 bis 2014 ist Imbrasas Mitglied der Fraktion „Europa der Freiheit und der Demokratie“.
In folgenden Ausschüssen und Delegationen ist er Mitglied bzw. stellvertretendes Mitglied:
Mitglied im Ausschuss für Verkehr und Fremdenverkehr, in der Delegation in den Ausschüssen für parlamentarische Kooperation EU-Armenien, EU-Aserbaidschan und EU-Georgien, sowie in der Delegation für die Beziehungen zu den Ländern Südostasiens und der Vereinigung südostasiatischer Staaten (ASEAN) und in der Delegation in der Parlamentarischen Versammlung EURO-NEST.
Stellvertreter ist Imbrasas im Ausschuss für regionale Entwicklung und in der Delegation für die Beziehungen zur Koreanischen Halbinsel.